# Macrojoppa bifasciata
Macrojoppa bifasciata là một loài tò vò trong họ Ichneumonidae.